# シカゴ7
シカゴ7（原題：Chicago VII）は、アメリカ合衆国のロック・バンド、シカゴの6枚目のスタジオ・アルバムである。1974年発売。1971年の「シカゴ3」以来、再び2枚組で発売されたアルバムであり、かつ、2枚組のスタジオ盤としては最後のアルバムとなった。

## 背景
1973年、アルバム「シカゴ6」を発売した後、バンドはツアーに出ていたのだが、回を重ねるごとに演奏が熱を帯びてきて、長尺のジャズの器楽曲をライヴで取り上げるようになっていた。聴衆の反応は好意的な反応と否定的な反応が混ざり合ったものだったが、バンド自身は大いに盛り上がった。そこで、これまで数年の間話し合ってきていたのだが、自分達でジャズの影響をはっきりと感じさせるアルバムを録音することが決まったのだった。そしてバンドはプロデューサーであるジェイムズ・ウィリアム・ガルシオの所有するカリブ・ランチ・スタジオにまっすぐ向かったのである。新しく野心的なアルバムを録音しようとしていたのである。
最初、録音はうまく滑り出したかのように思われた。しかしすぐに、どういうものを指してジャズというのか、この点に関してグループ内での意見の食い違いが明らかになった。伝えられるところでは、ピーター・セテラとガルシオの二人が「こんな企画を実行して商業的な危険を冒すのはよしたほうがいいのではないかと主張した」ということである。楽曲の中には、良すぎて捨てるには惜しい、ジャズ的雰囲気を持つものもあったのだが、その一方で残りの曲は、バンドが新たに作曲したもっと一般向けの、ロック志向の歌をアルバムに収録するために却下されることとなった。ほとんど偶然の結果なのだが、こうしてシカゴは新たな2枚組みを作り出すことになったのである。
これまでのやり方を踏襲した楽曲を扱うことになり、シカゴは再び様々な種類の歌を演奏することになった。テリー・キャスの「ビブロス」は、シカゴが来日公演の際に訪れた、東京赤坂のディスコ「ビブロス」にちなんで名付けた曲で、キャスの曲の中でも最善のものの一つである。ロバート・ラムは、その時「スキニー・ボーイ」というタイトルのソロ・アルバムを録音していたが、新曲をいくつか書き、さらには、ポインター・シスターズをバック・コーラスに使った自分のソロ・アルバムの主題曲を寄附するといってきたのである。ジェイムズ・パンコウは新たな成功を経験することになり（サーチン・ソウ・ロングが9位）、トランペッターのリー・ロックネインは初めて作曲に挑戦してヒットに恵まれ、幸運だった（コール・オン・ミーが6位）。シカゴ7で最も進歩したのはピーター・セテラで、「ハッピー・マン」と「ウィッシング・ユー・ワー・ヒア（11位）」を作曲している。うっとりと聞かせるバラッドである「ウィッシング・ユー・ワー・ヒア」はセテラの将来を暗示しているかのようで、ビーチ・ボーイズの3人をバック・コーラスに使用し、1974年の末に大きなヒットとなった。「ハッピー・マン」は、その後トニー・オーランド&ドーンに取り上げられて彼らのアルバム「トゥ・ビー・ウィズ・ユー」に収録されることになった。
シカゴ7はリー・ロックネインが初めてリード・ヴォーカルを取った（「ソング・オヴ・エヴァグリーンズ」）こと、またバンドのメンバー全員が作曲に携わった唯一のアルバムであるということ、こうした点を考えても重要なアルバムだと言える。
1974年3月に発売され、シカゴ7は、2枚組みのうちの1枚目がほとんどジャズっぽい器楽曲であるにもかかわらず、アメリカ国内で第1位となり、バンドは新たな成功を収めたのである。
2002年、シカゴ7はリマスターされ、一枚のCDとしてライノウ・レコードから発売された。その際にボーナス・トラックが追加されている。それはキャスの「ビブロス」のリハーサルを収録したものである。このCDの初回製造盤には、「グレイテスト・ヒッツ Volume 2」に収録されていた「ハッピー・マン」に編集を施したトラックが収録されていた。すなわち、シカゴ7のLP盤で聞くことができる、スタジオ内でのカウントから始まる「演奏開始を間違えた部分」を省いたトラックである。

## 曲目
サイド1
1. エアーへのプレリュード-"Prelude to Aire"(D.Seraphine) 2:47
2. エアー-"Aire"(D.Seraphine,W.Parazaider,J.Pankow) 6:27
3. 悪魔の甘いささやき-"Devil's Sweet"(D.Seraphine,W.Parazider) 10:07

サイド2
1. ニューヨークのイタリア人-"Italian from New York"(R.Lamm) 4:14
2. ハンキー・パンキー-"Hanky Panky"(R.Lamm) 1:53
3. 愛の女神-"Life Saver"(R.Lamm) 5:18
4. ハッピー・マン-"Happy Man"(P.Cetera) 3:34

サイド3
1. 遥かなる愛の夜明け-"(I've Been) Searchin' So Long"(J.Pankow) 4:29
2. モンゴヌークレオシイス-"Mongonucleosis"(J.Pankow) 3:26
3. ソング・オブ・エヴァー・グリーン-"Song of the Evergreens"(T.Kath) 5:20
4. 思い出のビブロス-"Byblos"(T.Kath) 6:18

サイド4
1. 渚に消えた恋-"Wishing You Were Here"(P.Cetera) 4:37
2. 君は僕のすべて-"Call on Me"(L.Loughnane) 4:02
3. 女のお話し-Woman Don't Want to Love Me"(R.Lamm) 4:35
4. ママが僕に言ったこと-"Skinny Boy"(R.Lamm) 5:12